# Patrick Kilpatrick
Patrick Kilpatrick, né le 20 août 1949 à Orange (Virginie), est un acteur américain, scénariste, producteur, journaliste, conférencier international de divertissement et enseignant. Il est apparu dans plus de 180 films et séries télévisées.

## Biographie
Robert Donald Kilpatrick, plus connu sous le nom de Patrick Kilpatrick, est un acteur essentiellement connu pour ses nombreux rôles de méchants dans les films d'action des années 1980 et 1990 tels que Remo sans arme et dangereux (1985), Presidio : Base militaire, San Francisco (1988), Coups pour coups (1990), L'Effaceur (1996) et Un tueur pour cible (1998). Il a également fait des apparitions dans de nombreuses séries télévisées. Il est vu dans le rôle de John Wesley un cruel chasseur de baleine dans Sauvez Willy 3.

## Filmographie

### Cinéma
- 1984 : The Toxic Avenger : Leroy
- 1985 : Insignificance : le chauffeur
- 1985 : Remo sans arme et dangereux : Stone
- 1987 : Russkies : Raimy
- 1988 : Presidio : Base militaire, San Francisco : Mark
- 1990 : Class of 1999 : M. Bryles
- 1990 : Coups pour coups : Christian Naylor
- 1993 : Best of the Best 2 : Finch
- 1994 : Feu à volonté : Stein Kruger
- 1995 : Les trois ninjas se révoltent : J. J.
- 1995 : Piège à grande vitesse : un mercenaire
- 1996 : L'Effaceur : James Haggerty
- 1996 : Dernier Recours : Finn
- 1997 : Sauvez Willy 3 : John Wesley
- 1998 : Un tueur pour cible : Pryce
- 2002 : Minority Report : Knott
- 2018 : Black Water : Ferris

### Téléfilm
- 1994 : Le Fléau : Ray Booth
- 2005 : Puzzle: Neil
- 2017 : Braquage de sang : Détective Miller

### Télévision
- 1986 : Histoires de l'autre monde (saison 2 épisode 21) : Dr. Philip Carrol
- 1987 : Cagney et Lacey (saison 7 épisode 3) : Eric
- 1989 : Santa Barbara (4 épisodes) : Mickey James
- 1989-1990 : L'Enfer du devoir (4 épisodes) : Duke Fontaine
- 1994 : Walker, Texas Ranger (saison 2 épisode 19) : Lyle Guthrie
- 1995 : Babylon 5 (saison 3 épisode 2) : Robert Carlson
- 1996-1997 : Docteur Quinn, femme médecin (8 épisodes) : le sergent O'Connor
- 1997 : Last Stand at Saber River (téléfilm) : Austin Todd
- 1997 : Urgences (saison 4 épisode 6) : Matthew Lindermulder
- 1998 : Star Trek: Deep Space Nine (saison 7 épisode 8) : Reese
- 1999 : Le Caméléon (saison 3 épisode 11) : Oscar
- 2000 : Charmed (saison 2 épisode 21) : la Mort
- 2000 : Angel (saison 2 épisode 6) : Paul Lanier
- 2001 : X-Files : Aux frontières du réel (saison 8 épisode 8) : Randall Cooper
- 2005 : 24 heures chrono (saison 4 épisode 24) : Dale Spalding
- 2005 : Esprits criminels (saison 1 épisode 8) : Vincent Perotta
- 2009 : Cold Case : Affaires classées (saison 6 épisode 16) : James "Monster" Drew
- 2009 : Les Experts : Miami (saison 8 épisode 4) : Tony Connor
- 2009 : Nip/Tuck (saison 6 épisode 7) : Denny Kessler
- 2012 : Burn Notice (saison 6 épisode 17) : Dean Hunter